# دانشگاه اکس‌مارسی
دانشگاه اکس‌مارسی (به فرانسوی: Aix-Marseille Université) یک دانشگاه تحقیقاتی دولتی در شهر مارسی  واقع در پروانس فرانسه است که در سال ۱۴۰۹ میلادی بنیان‌نهاده شده‌است. این دانشگاه بزرگ‌ترین دانشگاه در کشورهای فرانسوی‌زبان با حدود ۷۰ هزار دانشجو است.